# Justin Gorham
Justin Terrell Gorham (Columbia, 6 agosto 1998) è un cestista statunitense.

## Carriera
Dopo aver trascorso la carriera universitaria tra i Towson Tigers e gli Houston Cougars, il 15 luglio 2021 firma il primo contratto professionistico con il Telekom Bonn. Il 21 luglio 2022 si trasferisce all'Hapoel Gilboa Galil Elyon.

## Palmarès
- Campionato lituano: 1

Rytas: 2023-2024

## Statistiche

### College
| Anno      | Squadra         | PG  | PT | MP   | TC%  | 3P%  | TL%  | RP  | AP  | PRP | SP  | PP  |
| --------- | --------------- | --- | -- | ---- | ---- | ---- | ---- | --- | --- | --- | --- | --- |
| 2016-2017 | Towson Tigers   | 32  | 3  | 10,3 | 52,1 | -    | 45,2 | 2,8 | 0,3 | 0,2 | 0,0 | 2,8 |
| 2017-2018 | Towson Tigers   | 32  | 9  | 23,0 | 53,8 | 21,4 | 70,9 | 6,7 | 0,8 | 0,3 | 0,2 | 9,8 |
| 2019-2020 | Houston Cougars | 30  | 0  | 12,9 | 34,1 | 30,3 | 79,3 | 2,5 | 0,5 | 0,1 | 0,1 | 3,0 |
| 2020-2021 | Houston Cougars | 31  | 31 | 27,8 | 49,5 | 35,4 | 67,4 | 8,6 | 1,2 | 0,8 | 0,5 | 8,4 |
| Carriera  | Carriera        | 125 | 43 | 18,5 | 49,3 | 31,6 | 67,5 | 5,2 | 0,7 | 0,4 | 0,2 | 6,0 |